# Пфранг, Томас
То́мас Пфранг (нем. Thomas Pfrang; 11 декабря 1964, Мангейм) — немецкий гребец-байдарочник, выступал за сборную ФРГ во второй половине 1980-х годов. Чемпион мира, участник летних Олимпийских игр в Сеуле, многократный победитель регат национального значения.

## Биография
Томас Пфранг родился 11 декабря 1964 года в городе Мангейме. Активно заниматься греблей начал в раннем детстве, проходил подготовку в местном спортивном клубе «Мангейм-Зандхофен». 
Первого серьёзного успеха на взрослом международном уровне добился в 1986 году, когда попал в основной состав национальной сборной ФРГ и выступил на чемпионате мира в канадском Монреале, где вместе с напарником Райнером Шоллем одержал победу в двойках на пятистах метрах. Год спустя на домашнем мировом первенстве в Дуйсбурге взял бронзу в четвёрках на пятистах метрах, уступив в решающем заезде командам из Советского Союза и Польши. Будучи одним из лидеров национальной сборной ФРГ, благополучно прошёл квалификацию на Олимпийские игры 1988 года в Сеуле — в двойках на пятистах метрах с тем же Шоллем финишировал в финале четвёртым, немного не дотянув до призовых позиций.
После сеульской Олимпиады Пфранг остался в основном составе гребной команды Западной Германии и продолжил принимать участие в крупнейших международных регатах. Так, в 1989 году он побывал на чемпионате мира в болгарском Пловдиве, откуда привёз награду серебряного достоинства, выигранную в зачёте байдарок-четвёрок на полукилометровой дистанции — в финале его обошёл экипаж из СССР. Вскоре по окончании этих соревнований принял решение завершить спортивную карьеру, уступив место в сборной молодым немецким гребцам.